# 窒化ホウ素
窒化ホウ素（ちっかホウそ、英: boron nitride、BN）は窒素とホウ素からなる固体の化合物である。周期表で炭素 (IV族) の両隣りの元素からなるIII-V族化合物なので、性質面で炭素と似ている点が多い。
炭素には常温常圧で安定な黒鉛と高温高圧で安定なダイヤモンドがあるように、窒化ホウ素にも六方晶系 (英: hexagonal) の常圧相と、立方晶系 (英: cubic) の高圧相があり、h-BN、c-BNと呼び分けられる。常圧相のh-BNは1842年にバルメイン (W. H. Balmain) により、高圧相のc-BNは1957年にウェンター (R. H. Wentor) によって初めて合成された。
h-BNの粉末や成形体は、固体潤滑剤、ファインセラミックスなどに使われる。c-BNの粒および焼結体は、おもに、鉄と鋼用の、研磨材および切削工具などに使われる。

## 常圧相窒化ホウ素

### 構造

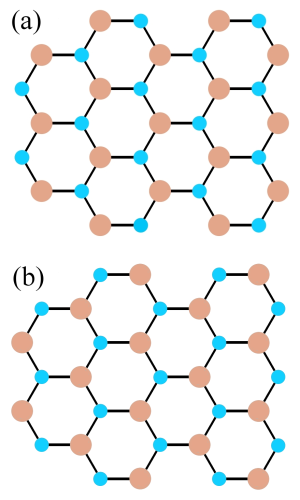
常圧相窒化ホウ素の結晶

左図がh-BNの結晶構造の模型で、小さな青がホウ素、大きな茶が窒素である。ホウ素と窒素が交互に正六角形の頂点にあるが、図中 (a) と (b) では、ホウ素と窒素の位置が逆である。そして、(a) の上に (b)、そのまた上に (a) というように、(a)(b)(a)(b)(a)(b) ……と二層周期で積めば、六方晶系の窒化ホウ素 (h-BN) が組み上がる。
図の六角の網目の重なり方が三層周期である、菱面体晶系の窒化ホウ素 (r-BN) も報告されている。シアン化カリウム (KCN) とメタホウ酸ナトリウム (Na2B2O4) から合成した窒化ホウ素に含まれるか、高圧相BNがh-BNに戻る過程で生成すると予想されている。
これらの構造は黒鉛と似ている。黒鉛では、青・茶の区別なしに角の全部が炭素原子で占められるが、やはり六角の網目が重なっている。
ほかに、低温または気相法で合成したBNは無秩序な積層構造となりやすく、このようなBNは乱層構造BN (t-BN, turbostratic BN) と呼ばれる。
| 名称             | 化学式 | 結晶構造            | 最近接原子間距離 (pm) | 層間距離 (pm) |
| ---------------- | ------ | ------------------- | --------------------- | ------------- |
| 常圧相窒化ホウ素 | BN     | 右図                | 145                   | 334           |
| 黒鉛             | C      | 右図の原子がすべてC | 142                   | 335           |
| 高圧相窒化ホウ素 | BN     | 下図                | 157                   | -             |
| ダイヤモンド     | C      | 下図の原子がすべてC | 154                   | -             |

### 性質
常圧相窒化ホウ素は原子がしっかりと組み合った六角網面が広い間隔で重なり、層間をつなげるのは弱いファンデルワールス力であるから、互いに滑りやすい。このために「白い黒鉛」（ホワイトグラファイト）とも呼ばれる。
網面がしっかりしているので格子振動によって熱がよく伝わり、電気絶縁体の中では最高の熱伝導率を持つ。熱膨張率は低く、アルミナの約10分の1である。
高熱伝導率で低熱膨張率であるためセラミックス中で最高の熱衝撃抵抗を示し、1,500℃以上から急冷しても破壊しない。
電気絶縁体であるという点で黒鉛と異なる。黒鉛では層内の原子が3本の結合手で結び合い、炭素の4個目の価電子が金属における自由電子のように網面内を走り回ることができる。一方、常圧相窒化ホウ素では、六角の網目を組んだあと、窒素に残る2個の価電子は電気陰性度の高い窒素原子にとらえられ、動くことができない。可視光線を吸収しないため白色である。
大気中では1,000℃まで、真空中では1,400℃まで、不活性雰囲気では2,800℃まで安定である。アルミニウム、銅、亜鉛、鉄、鋼、ゲルマニウム、ケイ素、ホウ素、氷晶石、硝子、ハロゲン化物の融体に濡れない。
柔らかく、モース硬度は石膏や黒鉛と同じく2である。成形体は機械加工しやすく、マシナブルセラミックスとも呼ばれる。密度は2.27 g/cm3、融点は2,967℃、沸点は3,273℃である。

### 製造法
つぎの製造法が代表的である。
- 融解無水ホウ酸 (B2O3) と窒素あるいはアンモニア (NH3) をリン酸カルシウム (Ca3(PO4)2) 触媒で反応させる。
- ホウ酸やホウ化アルカリと、尿素、グアニジン、メラミン (C3H6N6) などの有機窒素化合物を高温の窒素-アンモニア雰囲気中で反応させる。
- 融解ホウ酸ナトリウム (Na3BO3) と塩化アンモニウムをアンモニア雰囲気中で反応させる。
- 三塩化ホウ素 (BCl3) とアンモニアを高温で反応させる（高純度品が得られる）。

### 用途
- 固体潤滑剤 - 低温から酸化気中の900℃までの使用に耐える。二硫化モリブデンは350℃付近から、黒鉛は450℃付近から酸化が進行してしまうため500℃以上では使用できない。潤滑に水分を必要としないので、たとえば宇宙空間でも使える。ただし真空中では摩擦係数が上昇するためあまり使用されない。セラミックス、合金、樹脂、ゴムなどに混合して、潤滑性を持たせることができる。それら母体の熱伝導、電気絶縁性、化学的安定性などを高める効果ももつ。英語ないし英語混じりの名称（窒化ボロン、ボロンナイトライド等）あるいは単に「ファインセラミックス」との呼称で窒化ホウ素を含有する潤滑油用添加剤の例もある。また鍵穴のような機械油や他の有色の固体潤滑剤が埃詰まりや衣服の汚れの原因になるため用いることが出来ない部分の潤滑剤にも用いられる。この用途では揮発性の高いアルコールに窒化ホウ素を溶いた液の状態で使用され、鍵穴への注入後は急速にアルコールが蒸発し窒化ホウ素のみが残るようにする。
- 離型剤 - 自動車エンジンを鋳造する金型や、ガラス成形型などに塗布する。敷き粉にも使われる。
- 焼結助剤を使ってホットプレスまたは常圧焼結し、窒化アルミニウムや窒化ケイ素焼結体用セッターや、金属・ガラス用るつぼなどを作る。成形体は、高温雰囲気炉絶縁体やトランジスタなどのヒートシンクにも重用されている。CVDでも作られ、その高純度性からヒ化ガリウムなどの化合物半導体用坩堝に用いられている。
- 微粉は化粧品に配合される。
- 高圧相窒化ホウ素の原料である。

## 高圧相窒化ホウ素

### 構造

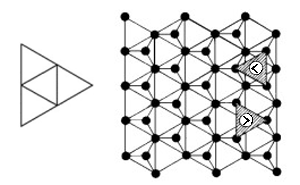
高圧相窒化ホウ素の結晶構造の模型

右図の左半の正三角形に筋目をつけて折り上げ、接する稜線を貼りつければ、正三角形四枚の正四面体ができる。その四つの頂点にB原子あるいはN原子、そして重心位置にN原子あるいはB原子を置いた正四面体から、窒化ホウ素の結晶を組みあげることができる。ダイヤモンドでは頂点と重心位置とが、すべてCである。
その正四面体を密に平面上に並べると、図の右半の網目模様となり、正三角形の中央で120°間隔の三本足をつけた黒点が正四面体の頂点の原子、それ以外の黒丸が正四面体の底面の原子である。これらは正四面体からなる層をなす。その第1層の上に乗せる第2層の正四面体は、第1層の頂点、すなわち三本足つき黒点を足場に並べることになり、その場合、図の右端に斜線をつけた (<) 型と (>) 型の二通りの並べかたがある（第1層は (<) の向きに描いてある）。
そして、(<) 向きの層の上に < 向きに、その上も (<) 向きに、と (<)(<)(<)(<) ……と積んでゆくと、立方晶型の窒化ホウ素 (c-BN) になる。図の網目模様が立方晶の (111) 面である。この構造は閃亜鉛鉱型と呼ばれる。ダイヤモンドも同じく (<)(<)(<)(<) ……型である。
ほかに、ウルツ鉱型のw-BNと呼ばれる高圧相もあり、その模型は (<)(>)(<)(>) ……型である。これは六方晶である。

### 性質
結晶構造がダイヤモンドに類似し、原子間距離もほぼ同じであるため（表を参照）、ダイヤモンドに準じて硬い。ヌープ硬度 (kgf/mm2) はダイヤモンドの7000 - 8000に対し、4500 - 4700である。硬度は800℃まで変わらない。
熱伝導はダイヤモンドと同程度に高い。ダイヤモンドと同じく電導性は持たず、純粋な結晶は無色透明である。
ダイヤモンドと違い、鉄、ニッケル、その他の合金に溶けない。
900℃の酸化雰囲気では B2O3 の保護被膜を作るが、被膜は1,200 - 1,300℃で蒸発する。1,400℃前後で常圧相に戻る。水蒸気があると、約900℃でホウ酸とアンモニアに分解する。
密度は3.48g/cm3である。

### 製造法
常圧相窒化ホウ素は、18GPa、1,730 - 3,230℃の環境で高圧相に変わり、それは常温常圧下でも準安定相として存在できる。原料の常圧相に、アルカリ金属、アルカリ土類、あるいは、それらの窒化物を加えると、4 - 7GPa、1500℃で変換するようになる。

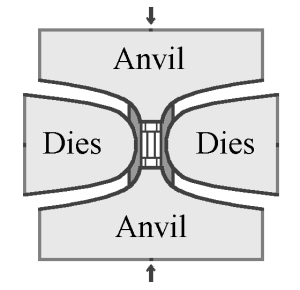
静水圧高圧合成装置

右図のような組み合わせでその条件を作ることが多い。図は断面で、上から見れば、すべての部品が円形である。ベルトを絞めたような感じから、「ベルト型」と呼ばれることもある。
孔あき円盤のダイスと、上下の突起つきアンヴィルとが作る隙間に、原料やジュール熱発生用のヒーターなどを詰め込み、圧力漏れ防止のパッキングを挟み、上下から加圧し、上下間に電圧をかけて加熱し、高圧相に変換させる。後始末の精製処理はいる。この方法で生成する高圧相は、立方晶のc-BNである。
その方法のほか、爆薬で瞬間的に高温高圧状態を作り、高圧相に変えることもできる。この方法で生成する高圧相は、ウルツ鉱型のw-BNである。細かい。

### 用途
- 結合剤を加え、（おもに鉄鋼用の）砥石を作る。
- 焼結して、（おもに鉄鋼用の）切削工具を作る。焼結体は、電気絶縁性のヒートシンクにも使われる。

## その他
炭素繊維的なh-BN繊維が製造されている。
フラーレン型の窒化ホウ素、カーボンナノチューブ状の窒化ホウ素も研究されている。
CVD、熱CVD、PVDなどで電子素子用のh-BN、c-BNを作る試みも進んでいる。
ペレット状にしたMgB2、Mg、BNを共に焼結して、MgB2超伝導体の単結晶をつくるシステム（Mg-B-Nシステム）が確立されている。
2009年には高圧相に相当する窒化ホウ素が自然界で初めて中国チベット自治区のクロム鉱床から発見され、2013年に青松石（Qingsongite）と命名された。